# علم التسلسل الزمني التصلبـي

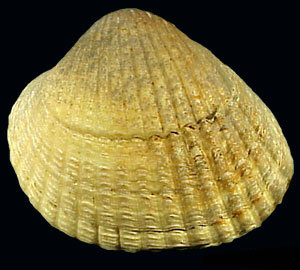
يساعد رصد أعمار أصداف الرخويات في الاستدلال على تاريخ الحياة وإعادة بناء علم الأحياء القديمة

skleros (hard), (time) and (science),
علم التسلسل الزمني التصلبـي(بالإنجليزية: Sclerochronology) هو دراسة التغيرات الفيزيائية والكيميائية في الأنسجة الصلبة من اللافقاريات والطحالب الحمراء المرجانية، والسياق الزمني.
يعتبر هذا العلم مفيد بشكل خاص في دراسة علم المناخ القديم البحري. تمت أول صياغة للمصطلح في عام 1974  بعد العمل الرائد في جزر مرجانية للتجارب النووية بواسطة كنوتسون وبودميير  ويأتي من الكلمات اليونانية الثلاث وهي: skleros (وتعني صلب)، chronos (وتعني الوقت) logos (وتعني العلوم)، والتي تشير معًا إلى استخدام الأجزاء الصلبة من الكائنات الحية لترتيب الأحداث في الوقت المناسب. لذلك، فهو شكل من أشكال الطبقات . يركز علم التسلسل الزمني التصلبـي في المقام الأول على أنماط النمو والتي تعكس التقدم في الزمن (الزيادة السنوية والشهرية ونصف الشهرية والمد والجزر، واليومية، وشبه اليومية (فوق -يومي).
يتم التحكم في الزيادات الزمنية المنتظمة بواسطة الساعات البيولوجية، والتي تنتج بدورها عن أجهزة تنظيم ضربات القلب البيئية والفلكية.
تشمل الأمثلة المألوفة الضمادات السنوية في الهياكل العظمية للشعاب المرجانية أو زيادات النمو السنوية أو نصف الشهرية أو اليومية أو فوق النصفية في أصداف الرخويات بالإضافة إلى الضمادات السنوية في عظام أذن الأسماك، والتي تسمى حصوات الأذن. Sclerochronology هي مماثلة ل حلق شجري، ودراسة حلقات السنوية في الأشجار ، وعلى قدم المساواة تسعى للاستدلال عضوي تاريخ حياة الصفات فضلا عن سجلات إعادة بناء التغير البيئي والمناخي من خلال المكان والزمان.
يتم الآن استخدام علم الصلبة الزمني كما هو مطبق على الأجزاء الصلبة من مجموعات الكائنات الحية المختلفة بشكل روتيني لإعادة بناء علم الأحياء القديمة والمناخ القديم.     تتضمن الدراسة وكلاء النظائر والعناصر، والتي تسمى أحيانًا الكيمياء الصلبة.
لقد أدركت التحسينات في تقنيات التصوير الآن إمكانية فك رموز النطاقات المرجانية بدقة يومية،  على الرغم من أن التأثيرات الحيوية «الحيوية» قد تؤدي إلى تشويش إشارة المناخ عند مثل هذا الدقة العالية.

## روابط خارجية
- ساعات المرجان Coral Clocks